# داركو فيسا
داركو فيسا هو لاعب كرة قدم صربي في مركز الدفاع، ولد في 27 أغسطس 1987 في مدينة فرباس في صربيا. لعب مع هايدوك كولا.

## وصلات خارجية
- داركو فيسا على موقع قاعدة بيانات كرة القدم.إي يو (الإنجليزية)
- داركو فيسا على موقع Soccerway.com (الإنجليزية)